# 捕蠅紙效果
捕蠅紙效果（Flypaper effect）是指中央政府補助（尤指特定配合補助）地方政府後，其政府支出大於當地居民所得增加1單位所產生的政府支出。美國經濟學家亞瑟·奧肯首次提出捕蠅紙效果。